# 昭蓋
昭蓋（?—?），战国时期楚国官员，出自昭氏。
垂沙之戰后，楚国太子横到齐国为人质。楚懷王死后，孟尝君送太子横回到楚国，想要与韩、魏之兵攻打楚国东部。太子横害怕。昭盖建议：“不如派屈署假装割让楚国东部与齐国求和，来触动秦国。秦国怕齐国得到楚国东部，而令行于天下，必将救我楚国。”太子横按照昭盖的建议去办，于是秦昭襄王劝阻楚国，支持楚国对抗齐国。